# 정암터널
정암터널(淨岩터널)은 고한역과 추전역 사이에 위치한 태백선 상의 길이 4,505m의 터널로, 1969년 8월에 착공하여 1973년 2월 28일에 준공되었다. 강원특별자치도 정선군 고한읍과 태백시 삼수동을 이으며, 함백산의 북쪽을 관통한다. 태백선에서 두 번째로 긴 터널로, 노선 내 최장 터널은 제천역과 입석리역을 잇는 송학터널(5,985m)이다.
이 터널이 완공되기 이전에는 청량리역에서 강릉역까지 갈 때 영동선을 이용하여 영주역으로 돌아서 가야 하였으나, 터널이 완공된 이후로 영동선 열차의 운행거리가 50km나 단축되었다.
개통 당시에는 대한민국에서 가장 긴 철도 터널이었으나, 전라선의 죽림온천역과 관촌역 사이에 있는 슬치터널(6,128m)이 관통되면서 그 지위를 잃었다.

## 같이 보기
- 고한역
- 추전역